# DIY

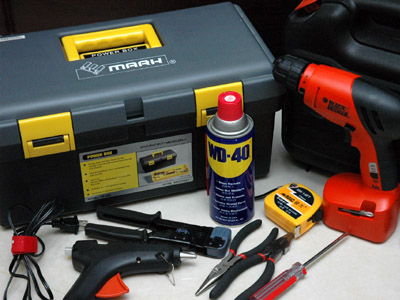

DIY는 전문 업자나 업체에 맡기지 않고 스스로 직접 생활 공간을 보다 쾌적하게 만들고 수리하는 개념을 말한다. "디 아이 와이"라고 읽으며 "네 자신이 직접 만들어라"라는 뜻의 do it yourself의 준말이다. 대표적으로 이케아 가구가 있다.
이 개념은 1945년에 영국에서 시작되어 미국에 퍼졌다. 전문가의 도움 없이도 자신의 집 안팎을 공사할 수 있게 되어 1950년대에 들어 "do it yourself"라는 구문이 일상에 쓰이게 되었다.
최근에 DIY라는 용어는 다양한 기술을 동반한 더 넓은 뜻을 가진다. 이를테면 오늘날 DIY는 국제적인 얼터너티브 록과 하드코어 펑크 음악 씬과 관련되어 있다. 이러한 하부 문화에 속한 사람들은 제작자들과 사용자들이 함께 가까이할 수 있는 사회 네트워크를 형성함으로써 제작자와 소비자 사이의 선을 희미하게 만드는 데 열정을 쏟는다.

## 나라별 행사

### 대한민국
대한민국 DIY 행사는 3월에 열리는 DIY 산업전시인 DIY 리폼쇼가 있으며, 같은 기간 창원에서 관람객 중심의 DIY 퍼블릭 전시 DIY 핸드메이드 박람회가 매년 열린다. 7월에는 핸드메이드 코리아 페어가 DIY의 개념을 탑재하고 있다. 또한 2013년부터는 한국 최대규모의 DIY 행사로 DIY SHOW KOREA 가 있으며 일산 킨텍스에서 열릴 예정이고, 6월6일 ~ 6월9일에 행사가 예정되어 있다.

## 같이 보기
- 셀프서비스
- 브리콜라주
- 프로슈머
- 3차원 인쇄